# Deutsche Mannschaftsmeisterschaften Schwimmen (Frauen) 2017
Der Ligenwettbewerb Deutsche Mannschaftsmeisterschaften Schwimmen, kurz DMS, der Frauen wurde 2017 im Februar ausgetragen. Der SV Würzburg 05 setzte sich in der 1. Bundesliga durch und wurde Deutscher Mannschaftsmeister.

## 1. Bundesliga
Der SV Würzburg 05 sicherte sich im Essener Sportbad am Thurmfeld die Meisterschaft und beendete die von 2008 bis 2016 anhaltende Siegesserie der SG Essen. In die untergeordnete 2. Bundesliga stiegen zur Folgesaison die SG Stadtwerke München sowie die SG Bayer ab, im Gegenzug stiegen in die 1. Bundesliga die Wassersportfreunde von 1898 Hannover und der Potsdamer SV auf.
Für die punktbeste Einzelleistung der Meisterschaft sorgte Leonie Antonia Beck vom neuen Meister aus Würzburg mit ihren 885 Punkten über 400 m Freistil.

### Modus
Im Wettkampf der 1. Bundesliga, an der 12 Mannschaften teilnahmen, wurde auf einer 25-m-Bahn an zwei aufeinanderfolgenden Tagen in drei Abschnitten jeweils das komplette olympische Programm geschwommen. Deutscher Mannschaftsmeister wurde die Mannschaft mit der höchsten Gesamtpunktzahl (berechnet anhand der FINA-Punktetabelle). Die zwei letztplatzierten Mannschaften der 1. Bundesliga (Plätze 11 und 12) stiegen in die 2. Bundesliga ab. Eine Schwimmerin durfte nur in fünf Wettkämpfen starten, wobei eine Schwimmstrecke nur im Falle eines Nachschwimmens wiederholt werden durfte. Der Start im Nachschwimmen wurde auf die Anzahl der Starts der Schwimmerin angerechnet.

### Zeitplan
| Samstag: 4. Februar 2017 | 10.00 Uhr | 1. Abschnitt |
| Samstag: 4. Februar 2017 | 15.15 Uhr | 2. Abschnitt |
| Sonntag: 5. Februar 2017 | 10.00 Uhr | 3. Abschnitt |

### Abschlusstabelle
| Platz | Mannschaft                   | Gesamt Punkte | 1. Abschnitt Punkte | 2. Abschnitt Punkte | 3. Abschnitt Punkte |
| ----- | ---------------------------- | ------------- | ------------------- | ------------------- | ------------------- |
| 01.   | SV Würzburg 05               | 28.301        | 9.594               | 9.398               | 9.309               |
| 02.   | SG Essen (M)                 | 27.584        | 9.347               | 9.090               | 9.147               |
| 03.   | SV Nikar Heidelberg          | 27.232        | 8.999               | 8.866               | 9.367               |
| 04.   | SC Magdeburg                 | 26.731        | 9.008               | 8.904               | 8.819               |
| 05.   | SSG Saar Max Ritter          | 26.493        | 8.902               | 8.752               | 8.839               |
| 06.   | SG Frankfurt                 | 26.474        | 8.878               | 8.680               | 8.916               |
| 07.   | Wasserfreunde Spandau 04 (N) | 25.664        | 8.453               | 8.597               | 8.614               |
| 08.   | SG Dortmund                  | 25.479        | 8.500               | 8.614               | 8.365               |
| 09.   | SV Halle                     | 25.006        | 8.512               | 8.445               | 8.049               |
| 10.   | SG Neukölln Berlin           | 24.986        | 8.146               | 8.185               | 8.655               |
| 11.   | SG Stadtwerke München        | 24.767        | 8.345               | 8.169               | 8.253               |
| 12.   | SG Bayer (N)                 | 23.777        | 7.995               | 8.150               | 7.632               |

 Deutscher Mannschaftsmeister

 Absteiger in die 2. Bundesliga 2018

(M) Deutscher Mannschaftsmeister 2016

(N) Aufsteiger aus der 2. Bundesliga 2016

### Die Meistermannschaft
| 1.                      | SV Würzburg 05 |
| Logo vom SV Würzburg 05 | Zsuzsanna Jakabos, Julia Dammann, Lena Kalla, Dalma Sebestyén, Alina Jungklaus, Alina Hennl, Svenja Zihsler, Leonie Antonia Beck, Dorottya Dobos, Carolin Dorfner - Trainer: Stefan Lurz |

## 2. Bundesliga
Die zwei punktbesten Mannschaften aus der 2. Bundesliga und damit Aufsteiger in die 1. Bundesliga, kamen aus der Staffel Nord und waren die Wassersportfreunde von 1898 Hannover und der Potsdamer SV.

### Modus
Der Wettkampf der 2. Bundesliga war ausgelegt für je 12 Mannschaften in den Ligen Nord, West und Süd. Auf einer 25-m-Bahn wurde in zwei Abschnitten an einem Tag jeweils das komplette olympische Programm geschwommen. Die beiden punktbesten Mannschaften (berechnet anhand der FINA-Punktetabelle) der 2. Bundesligen (übergreifende Wertung) stiegen in die 1. Bundesliga auf. Die beiden letztplatzierten Mannschaften jeder Staffel (Plätze 11 und 12) stiegen in die höchste Landesverbandsliga ab. Stiegen aus der 1. Bundesliga mehr Mannschaften in eine Staffel der 2. Bundesliga ab, als aus dieser in die 1. Bundesliga aufstiegen, mussten so viele Mannschaften aus der betroffenen Staffel absteigen, dass jeder Staffel wieder 12 Mannschaften angehörten. Eine Schwimmerin durfte nur in vier Wettkämpfen starten, wobei eine Schwimmstrecke nur im Falle eines Nachschwimmens wiederholt werden durfte. Der Start im Nachschwimmen wurde auf die Anzahl der Starts der Schwimmerin angerechnet.

### Staffel Nord
Der Wettkampf fand am 4. Februar 2017 im Stadionbad von Hannover statt.
Für die punktbeste Einzelleistung der 2. Bundesliga Nord sorgte Isabel Marie Gose aus Potsdam mit 794 Punkten über 400 m Freistil.
| Platz | Mannschaft                           | Gesamt Punkte | 1. Abschnitt Punkte | 2. Abschnitt Punkte |
| ----- | ------------------------------------ | ------------- | ------------------- | ------------------- |
| 01.   | Wassersportfreunde von 1898 Hannover | 17.408        | 8.691               | 8.717               |
| 02.   | Potsdamer SV                         | 16.904        | 8.408               | 8.496               |
| 03.   | Berliner TSC                         | 15.432        | 7.632               | 7.800               |
| 04.   | Hamburger Schwimm-Club von 1879      | 14.964        | 7.509               | 7.455               |
| 05.   | SGS Hannover                         | 14.740        | 7.361               | 7.379               |
| 06.   | Swim-Team Stadtwerke Elmshorn        | 14.610        | 7.207               | 7.403               |
| 07.   | SC Delphin Lübeck (N)                | 14.482        | 7.406               | 7.076               |
| 08.   | Delmenhorster SV (N)                 | 14.348        | 7.316               | 7.032               |
| 09.   | TWG 1861 Göttingen                   | 14.289        | 7.301               | 6.988               |
| 10.   | SG Region Oldenburg                  | 14.287        | 7.226               | 7.061               |
| 11.   | Wasserfreunde Spandau 04 II          | 14.131        | 7.106               | 7.025               |
| 12.   | TSG Huchting/Blumenthal Bremen (N)   | 13.785        | 6.901               | 6.884               |

 Aufsteiger in die 1. Bundesliga 2018

 Absteiger in die Landesverbandsebene

(N) Aufsteiger aus der Landesverbandsebene

### Staffel West
Der Wettkampf fand am 4. Februar 2017 im Zentralbad von Gelsenkirchen statt.
Für die punktbeste Einzelleistung der 2. Bundesliga West sorgte Jessica Steiger aus Gladbeck mit 815 Punkten über 200 m Brust.
| Platz | Mannschaft               | Gesamt Punkte            | 1. Abschnitt Punkte      | 2. Abschnitt Punkte      |
| ----- | ------------------------ | ------------------------ | ------------------------ | ------------------------ |
| 01.   | VfL Gladbeck             | 16.675                   | 8.435                    | 8.240                    |
| 02.   | SG Essen II              | 16.181                   | 8.214                    | 7.967                    |
| 03.   | 1. Paderborner SV        | 15.347                   | 7.827                    | 7.520                    |
| 04.   | TPSK 1925                | 15.201                   | 7.625                    | 7.576                    |
| 05.   | Wasserfreunde Bielefeld  | 15.173                   | 7.580                    | 7.593                    |
| 06.   | SG Schwimmen Münster     | 14.796                   | 7.389                    | 7.407                    |
| 07.   | Blau-Weiß Bochum         | 14.452                   | 7.245                    | 7.207                    |
| 08.   | SG Rhein-Erft Köln       | 14.318                   | 7.286                    | 7.032                    |
| 09.   | SG Gelsenkirchen         | 14.259                   | 7.210                    | 7.049                    |
| 10.   | SG Essen III (N)         | 13.655                   | 6.809                    | 6.846                    |
| 11.   | Düsseldorfer SC 1898 (N) | Düsseldorf trat nicht an | Düsseldorf trat nicht an | Düsseldorf trat nicht an |
| 12.   | SG WAGO (N)              | WAGO trat nicht an       | WAGO trat nicht an       | WAGO trat nicht an       |

 Absteiger in die Landesverbandsebene
 (N) Aufsteiger aus der Landesverbandsebene

### Staffel Süd
Der Wettkampf fand am 4. Februar 2017 im Gmünder Hallenbad von Schwäbisch Gmünd statt.
Für die punktbeste Einzelleistung der 2. Bundesliga Süd sorgte Jenny Mensing aus Wiesbaden mit 830 Punkten über 200 m Rücken.
| Platz | Mannschaft                    | Gesamt Punkte | 1. Abschnitt Punkte | 2. Abschnitt Punkte |
| ----- | ----------------------------- | ------------- | ------------------- | ------------------- |
| 01.   | SC Wiesbaden 1911             | 16.756        | 8.513               | 8.243               |
| 02.   | SSG Leipzig                   | 16.632        | 8.307               | 8.325               |
| 03.   | DSW 1912 Darmstadt            | 16.625        | 8.275               | 8.350               |
| 04.   | SG Mittelfranken (A)          | 16.248        | 8.183               | 8.065               |
| 05.   | Hofheimer SC                  | 15.910        | 7.892               | 8.018               |
| 06.   | Swimteam HedDos               | 15.668        | 7.723               | 7.945               |
| 07.   | EOSC Offenbach                | 15.380        | 7.739               | 7.641               |
| 08.   | SC Chemnitz 1892              | 15.148        | 7.478               | 7.670               |
| 09.   | SG Regio Freiburg             | 15.085        | 7.608               | 7.477               |
| 10.   | SV Würzburg 05 II (N)         | 14.963        | 7.562               | 7.401               |
| 11.   | VfL Sindelfingen (N)          | 14.839        | 7.433               | 7.406               |
| 12.   | TSV Hohenbrunn-Riemerling (A) | 14.269        | 7.120               | 7.149               |

 Absteiger in die Landesverbandsebene
 (A) Absteiger aus der 1. Bundesliga 2016
 (N) Aufsteiger aus der Landesverbandsebene

## Landesverbandsebene
Vom 4. bis 19. Februar 2017 wurden die Wettkämpfe auf Landesebene durchgeführt, wo die Aufsteiger in die 2. Bundesliga ermittelt wurden.

### Modus
Die Wettkämpfe auf Landesebene wurden auf einer 25-m-Bahn an einem Tag durchgeführt. Dabei wurde in zwei Abschnitten jeweils das komplette olympische Programm geschwommen. Die beiden punktbesten Mannschaften (berechnet anhand der FINA-Punktetabelle) jeder Region (Nord, West und Süd) stiegen in die 2. Bundesliga auf. Stiegen mehr Mannschaften aus einer Staffel der 2. Bundesliga in die 1. Bundesliga auf, als in diese abstiegen, stiegen so viele nächstplatzierte Mannschaften aus der zugehörigen Landesverbandsregion in die 2. Bundesliga auf, dass dieser Staffel wieder 12 Mannschaften angehörten. Eine Schwimmerin durfte nur in vier Wettkämpfen starten, wobei eine Schwimmstrecke nur im Falle eines Nachschwimmens wiederholt werden durfte. Der Start im Nachschwimmen wurde auf die Anzahl der Starts der Schwimmerin angerechnet.

### Aufsteiger
| Mannschaft                              | Punkte | Landesverband                           |
| --------------------------------------- | ------ | --------------------------------------- |
| Staffel Nord                            |        |                                         |
| SGS Bremerhaven                         | 14.524 | Landesschwimmverband Bremen             |
| Wassersportfreunde von 1898 Hannover II | 14.423 | Landesschwimmverband Niedersachsen      |
| SG Osnabrück                            | 14.242 | Landesschwimmverband Niedersachsen      |
| SG Stormarn Barsbüttel                  | 13.535 | Schleswig-Holsteinischer Schwimmverband |
| Staffel West                            |        |                                         |
| SG Gladbeck/Recklinghausen              | 15.047 | Schwimmverband Nordrhein-Westfalen      |
| SG Ruhr                                 | 14.834 | Schwimmverband Nordrhein-Westfalen      |
| Staffel Süd                             |        |                                         |
| SG Region Karlsruhe                     | 15.541 | Badischer Schwimmverband                |
| SV Gelnhausen                           | 14.808 | Hessischer Schwimm-Verband              |